# Pieve di San Giovanni Battista (Monteroni d'Arbia, Lucignano d'Arbia)
La pieve di San Giovanni Battista è un edificio sacro che si trova a Lucignano d'Arbia, nel comune di Monteroni d'Arbia.

## Storia e descrizione
Ricordata fin dall'inizio del X secolo, oggi si presenta, dopo il ripristino del 1933, restituita agli originali caratteri romanici, con una facciata ravvivata dalla bicromia dell'arco del portale, sormontato da un piccolo occhio. Sul lato destro si appoggia la torre, le cui possenti dimensioni tradiscono una fattura più antica rispetto sia alla chiesa stessa che al leggero campaniletto a vela di stile gotico. 
L'interno ha impianto a unica navata conclusa da un'abside semicircolare. I tre grandi archi trasversali della navata sono impostati su semipilastri e sorreggono la copertura lignea della navata. 
All'interno, una tavola con la Crocifissione e santi di Bartolomeo Neroni detto il Riccio, proveniente dalla campestre chiesa della Madonna del Piano (1554-1555 circa).